# Státní znak Saúdské Arábie
Státní znak Saúdské Arábie (arabsky: شعار السعودية) byl přijat v roce 1950. Znak tvoří dva zkřížené meče (šavle, přesně scimitary) a zelená palma. Dva zkřížené meče znamenají dvě oblasti ze kterých se později stala Saúdská Arábie a to Hidžáz a Nadžd, které v roce 1926 spojil pod svou vládu Ibn Saud, zelená barva palmy symbolizuje islám.